# Viniegra de Abajo
Viniegra de Abajo är en kommun i Spanien.  Den ligger i den autonoma regionen La Rioja i norra delen av landet, 200 km nordost om huvudstaden Madrid. Antalet invånare är 75 (2024).